# Corey Hawkins
Corey Antonio Hawkins (Washington DC, 22 d'octubre de 1988) és un actor estatunidenc.

## Biografia
Hawkins va ser criat per la seva mare, una policia. Va assistir a la Duke Ellington School of the Arts i es va graduar a la Juilliard School a la ciutat de Nova York, membre del "Grup 40" de la divisió de teatre. Mentre estudiava a Juilliard, Hawkins va rebre el prestigiós premi John Houseman a l'excel·lència en el teatre clàssic. Quan es va graduar, va començar una carrera protagonitzada per Off-Broadway i com a protagonista convidada a la televisió. Hawkins va obtenir un breu paper a Iron Man 3 de Marvel Studios i va protagonitzar al costat de Liam Neeson i Julianne Moore al thriller d'acció Non-Stop d'Universal Pictures.
El 2013, Hawkins va fer el seu debut a Broadway com a Tybalt en la revival de Romeu i Julieta de William Shakespeare. El 2015, The Hollywood Reporter va anunciar que Hawkins s'uniria al repartiment de The Walking Dead d'AMC com a Heath, un personatge clau de la sèrie de còmics de Robert Kirkman. Hawkins va interpretar el Dr. Dre a la pel·lícula biogràfica Straight Outta Compton, d'Universal Pictures, que es va estrenar a les sales el 14 d'agost de 2015 i va recaptar 201 milions de dòlars a taquilla.
El 2017, Hawkins va començar a tenir un paper principal al 24 reinici 24: Legacy a Fox. També aquell any, va protagonitzar la pel·lícula Kong: L'illa Calavera al costat de Brie Larson, Samuel L. Jackson i Tom Hiddleston. A la primavera del 2017, Hawkins va interpretar una sèrie de participació limitada a Broadway a l'obra Sis graus de separació al costat d'Allison Janney i John Benjamin Hickey. Va rebre una nominació al premi Tony al millor actor en una obra de teatre.

## Filmografia

### Cinema
| Any  | Títol                      | Paper              | Notes                       |
| ---- | -------------------------- | ------------------ | --------------------------- |
| 2012 | Allegiance                 | Willie             |                             |
| 2013 | Iron Man 3                 | Navy Op            |                             |
| 2014 | Non-Stop                   | Travis Mitchell    |                             |
| 2014 | Romeo and Juliet           | Tybalt             | Actuació en directe filmada |
| 2015 | Straight Outta Compton     | Andre Dr. Dre      |                             |
| 2017 | Kong: L'illa Calavera      | Houston Brooks     |                             |
| 2018 | Infiltrat en el KKKlan     | Stokely Carmichael |                             |
| 2019 | 6 Underground              | Blaine / Seven     |                             |
| 2019 | El crim de Georgetown      | Daniel Volker      |                             |
| 2020 | In the Heights             | Benny              |                             |
| 2021 | The Tragedy of Macbeth     | Macduff            |                             |
| 2023 | L'últim viatge del Demeter | Clemens            |                             |
| 2023 | El color porpra            | Harpo              |                             |
| 2024 | The Piano Lesson           | Avery Brown        |                             |

### Televisió
| Any       | Títol            | Paper       | Notes       |
| --------- | ---------------- | ----------- | ----------- |
| 2011      | Royal Pains      | Busboy      | 3x04        |
| 2013      | Golden Boy       | Evander     | 1x03        |
| 2015–2016 | The Walking Dead | Heath       | 5 episodis  |
| 2017      | 24: Legacy       | Eric Carter | 12 episodis |
| 2020      | Survive          | Paul        |             |